# Dornier Do 31
Die Dornier Do 31 war ein deutsches Senkrechtstarter-Frachtflugzeug.

## Geschichte
Im Jahr 1959 begannen erste Vorarbeiten, und im Februar 1962 bekam der Flugzeughersteller Dornier den Auftrag, die Do 31 als Kampfzonentransporter der 25-Tonnen-Klasse zum Transport von 36 voll ausgerüsteten Soldaten für die Luftwaffe der Bundeswehr zu entwickeln. Das Entwicklungsprogramm beschränkte sich in der 1. Phase auf den Bau zweier Schwebegestelle, zweier flugfähiger Prototypen und eines Iron Birds zur Erprobung der Systeme. In der 2. Phase hätte die Do-31 zur Serienreife entwickelt werden sollen. Am Ende der 1. Phase wurde das Programm nicht mehr weiterverfolgt. Es wurde aus Sicht vieler Experten zu früh eingestellt, da sich die militärischen Vorgaben der NATO verändert hatten. Das gesamte Do-31-Programm kostete knapp über 200 Millionen DM, wovon 40 % auf britische Firmen hauptsächlich für die Entwicklung der Triebwerke entfielen. Das Haupt- und Marschtriebwerk Pegasus 5-2 wurde von Bristol-Siddeley (später: Rolls-Royce) entwickelt und auch im britischen Harrier-Senkrechtstarter verwendet.
Das technisch sehr anspruchsvolle Entwicklungs- und Erprobungsprogramm wurde von einer bemerkenswert kleinen Entwicklungs- und Versuchsmannschaft erbracht.
Gebaut wurden drei Prototypen (SG, E-1, E-3); fliegen sollten aber nur die E-1 und die E-3. Die SG (Schwebegestell) war nur für Versuche am Boden vorgesehen. Der Prototyp E-1 (D-9530) hatte seinen Erstflug am 10. Februar 1967. Der zweite Prototyp, die E-3 (D-9531) führte am 14. Juli 1967 seinen (konventionellen) Erstflug durch und hob am 22. September 1967 zum ersten Senkrechtstart ab. Am 16. Dezember 1967 ging man zum ersten Mal vom Senkrecht- zum Horizontalflug über.

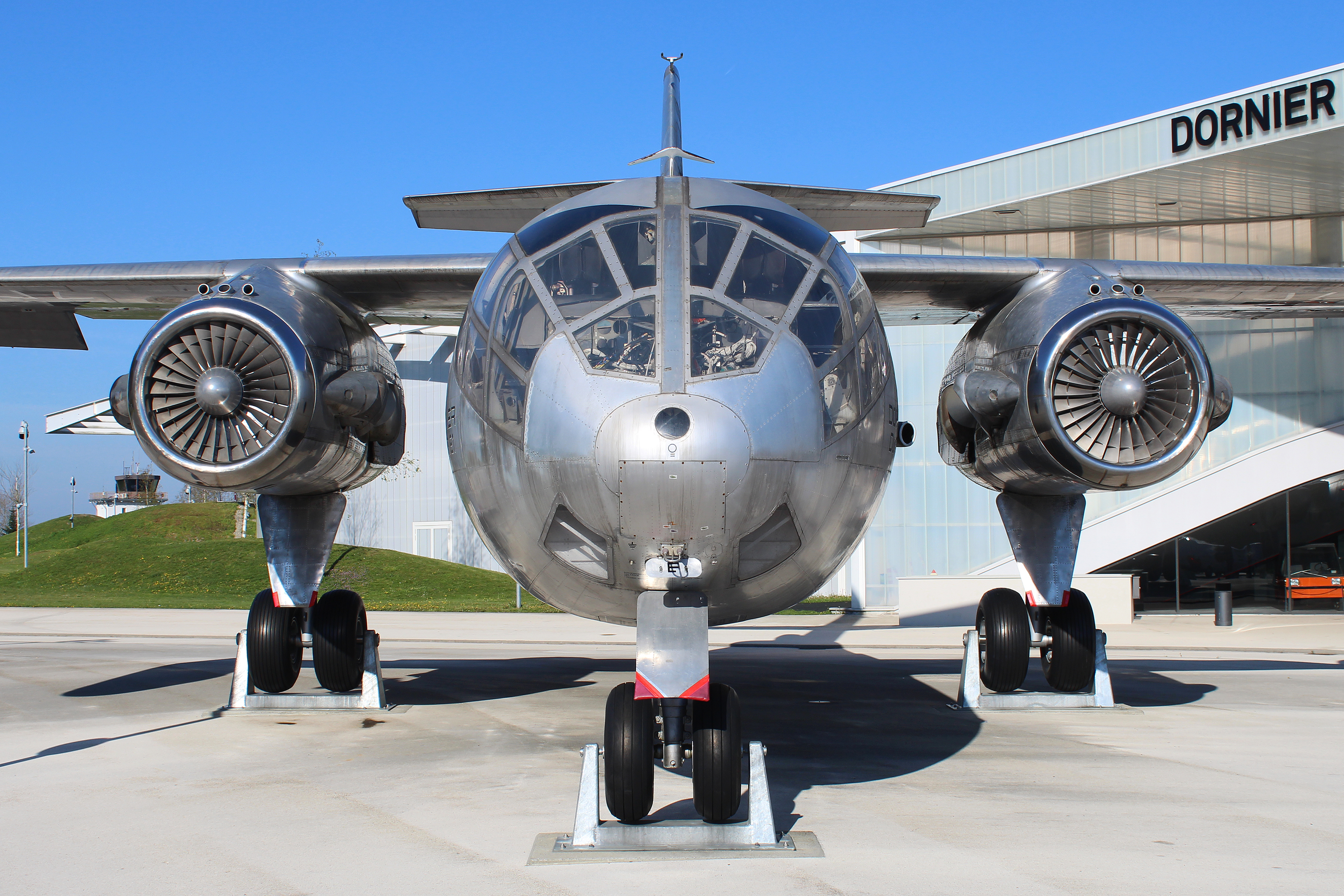
Do 31

Im Jahr 1969 wurde die E-3 von Oberpfaffenhofen bei München nach Paris zum Aerosalon überführt, dabei wurden fünf neue Weltrekorde für senkrechtstartende Luftfahrzeuge aufgestellt; unter anderem der für die bis dahin höchste Geschwindigkeit von 514 km/h, geflogen von Pilot Drury W. Wood und Copilot Dieter Thomas. Am 5. Mai 1970 flog die Do 31 ein letztes Mal vor Publikum auf der Internationalen Luft- und Raumfahrtausstellung in Hannover, obwohl das Projekt bereits im Oktober 1969 gestoppt worden war.
Nach 154 Testflügen und insgesamt 39 Flugstunden wurde die E-3 stillgelegt und stand sehr lange Zeit vor dem Haupteingang an der Museumsinsel des Deutschen Museums in München. Nach der Fertigstellung der Flugwerft Schleißheim wurde sie 1996 dorthin transportiert, restauriert und kann heute dort besichtigt werden.
Die E-1 wurde nach 101 Testflügen und insgesamt 59 Flugstunden ebenfalls 1970 stillgelegt, eingelagert und im April 2009 von Oberpfaffenhofen nach Friedrichshafen transportiert. Dort wird sie seit Juli 2009 im neuen Dornier Museum ausgestellt.

### Senkrechtstart und Horizontalflug

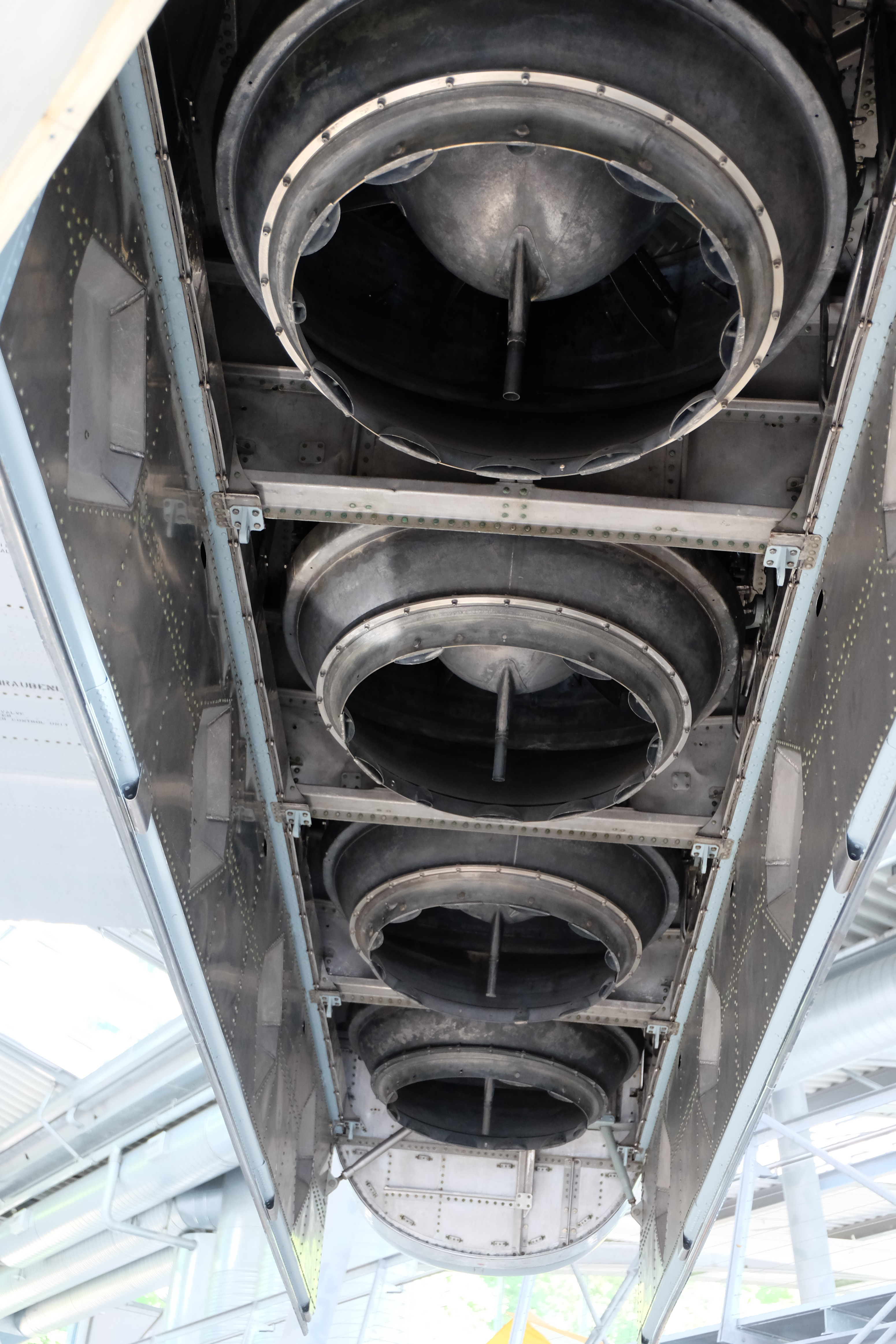
Blick in die Gondel der Hubtriebwerke an der linken Tragfläche

Das Flugzeug startet senkrecht mittels acht Hubtriebwerken und zwei Marschtriebwerken, die mit schwenkbaren Schubdüsen ausgestattet sind. Zusätzlich ist am Heck eine Steuerdüse, die nach oben oder nach unten ausblasen kann, vorhanden. Im Horizontalflug werden die beiden Marschtriebwerke eingesetzt.
Um den Flugzeugrumpf für Transportzwecke nutzen zu können, sind die Hubtriebwerke (Rolls-Royce RB 162) in den charakteristischen Gondeln an den Flügelenden untergebracht, je vier auf jeder Seite. Diese Gondeln sind abnehmbar, um an ihrer Stelle ggf. Zusatzbehälter montieren zu können.

### Flugerprobung
Die Do 31 wurde schrittweise mit vier verschiedenen Versuchsträgern entwickelt und flugerprobt:
- Ein Reglerversuchsgestell (RVG) zur Erstellung der Spezifikation für den Flugregler und die Steuerungskinematik. Dieses Rohrgittergestell mit vier Hubtriebwerken wurde an eine Säule gefesselt und im freien Schwebeflug erprobt.
- Ein großes Schwebegestell (SG) für die Erprobung der Bordsysteme, für die Untersuchung der Steuerungseigenschaften im Schwebeflug sowie für die Entwicklung geeigneter Verfahren für Senkrechtstart und Senkrechtlandung. Bis auf den Rumpf, der als Rohrgitterkonstruktion ausgebildet war und kein Leitwerk besaß, waren Cockpit, Tragflächen, Triebwerke und Hubgondeln bereits original ausgebildet. Der Rumpf war im Bereich der Tragflächen mit Segmenten versehen, um die Wirkung vom Boden zurückgelenkter Abgasstrahlen hinsichtlich Hitze und Vibration zu testen.
- Ein Experimentalflugzeug (Do 31 E-1) für die konventionelle Flugerprobung, d. h. Pistenstart, Pistenlandung und Horizontalflüge. Dieses Flugzeug hatte keine Hubtriebwerke in den Gondeln.
- Ein Experimentalflugzeug (Do 31 E-3) für die Senkrechtstart-Erprobung.

Darüber hinaus wurden eine Bruchzelle für Festigkeitsversuche bei der IABG in Ottobrunn, ein Systemprüfstand (Iron Bird) in Immenstaad für die Bordsysteme und ein Bodenerosionsprüfstand für die Untersuchung der Beständigkeit natürlicher und künstlicher Böden (Lande- und Startplätze) unter der Beaufschlagung des Triebwerkabgasstrahls gebaut. Bei dem Bodenerosionsprüfstand handelte es sich um ein auf einen Tieflader höhenverstellbar montiertes Triebwerk. Es wurden Versuche auf verschiedenen Böden und Flugplätzen unternommen.
Da zumindest die beiden E-Flugzeuge mit Schleudersitzen für die Piloten ausgerüstet waren, wurden auch Durchschussversuche mit einem Martin-Baker-Schleudersitz betrieben.
Das gesamte Flugprogramm wurde ohne Unfall absolviert. Das ist bemerkenswert, da es bei anderen internationalen Senkrechtstartprojekten zum Teil schwere Unfälle mit Todesfolge gab.
Im Spielfilm Neun Leben hat die Katze (1968) von Ula Stöckl werden Teile des zwanzigsten Testflugs der Do 31 gezeigt.

### Meilensteine
- April 1964: Erster Freiflug des RVG
- 11. Januar 1967: Erster Freiflug des SG
- 10. Februar 1967: Erster konventioneller Flug der E-1
- 14. Juli 1967: Erstflug der E-3
- 28. Februar 1968: Erste VTOL-Platzrunde der E3 mit vollständiger Start- und Landetransition

Das Programm war technologisch ein großer Erfolg und zeigte die volle Leistungsfähigkeit der nach dem Krieg wiederentstandenen Dornier-Werke. Zu einer Serie kam es jedoch nicht, da die Bundeswehr die Beschaffungsplanungen geändert und von dem VTOL-Gedanken bei Transportflugzeugen Abschied genommen hatte. Es folgte noch 1970 ein „Nachfliegen“ bei der NASA, bevor das Programm endgültig eingestellt wurde. Die NASA und auch der Astronaut Neil Armstrong beurteilten die Do 31 als „überzeugend positiv“. Am 31. Oktober 1969 lief der Vertrag zwischen Dornier und dem Bundesamt für Wehrtechnik und Beschaffung aus.

## Technische Daten

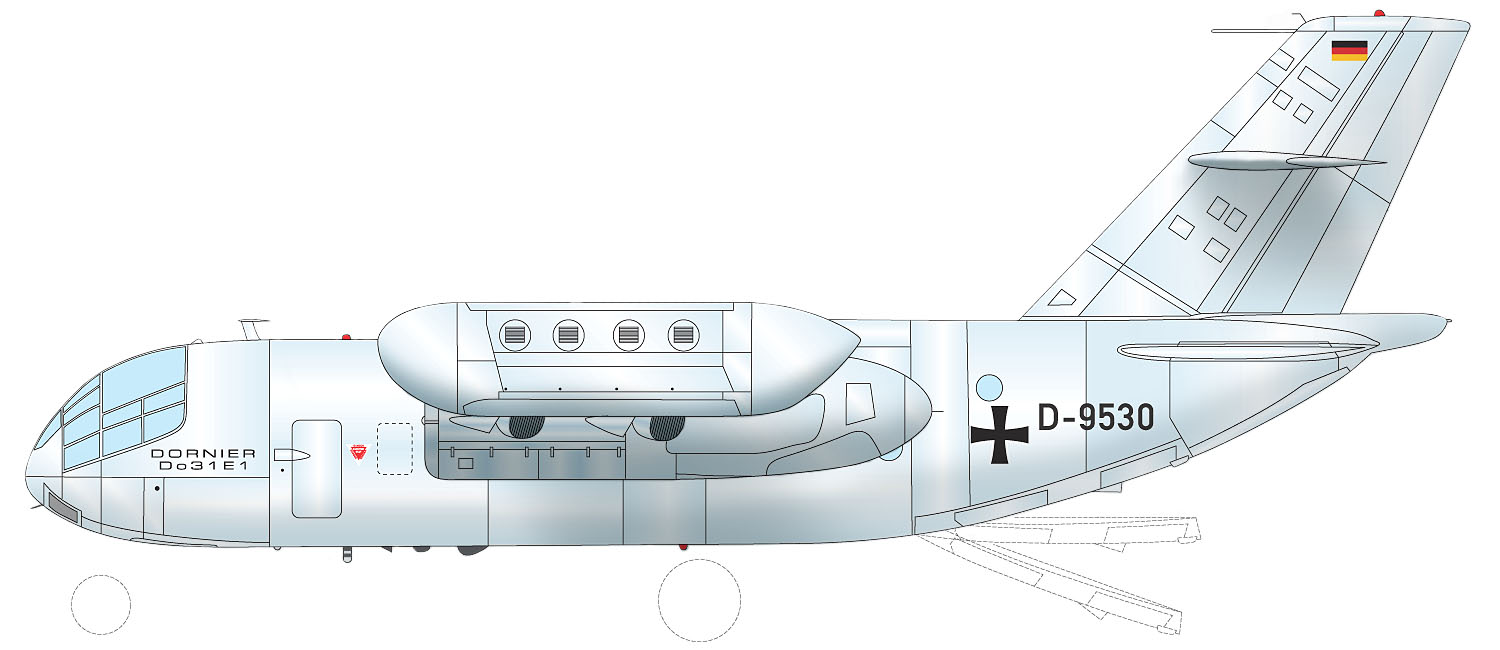
Zeichnung der Do 31

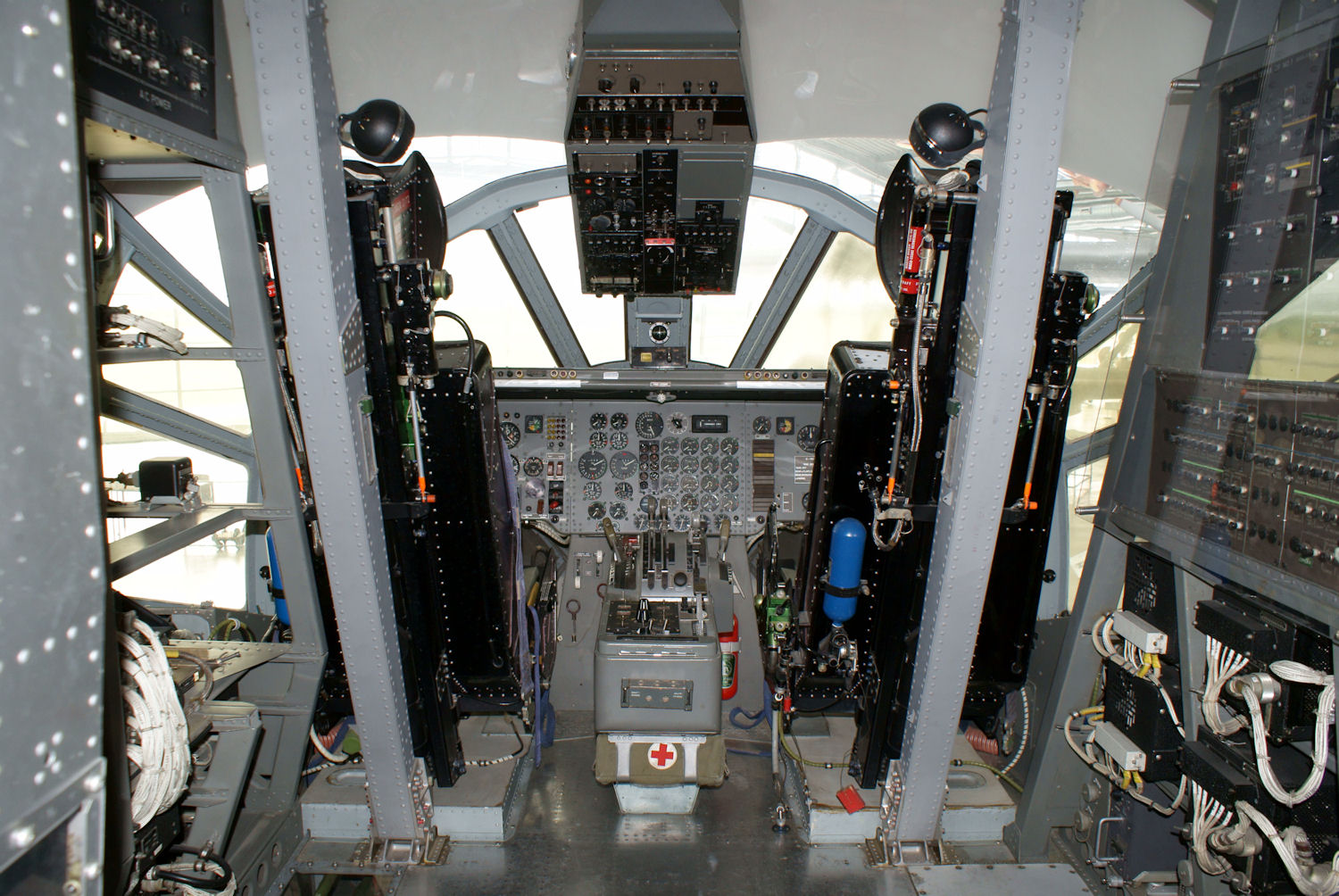
Cockpit der Dornier Do-31-E3 D-9531

| Kenngröße                  | Daten                                                    |
| -------------------------- | -------------------------------------------------------- |
| Länge                      | 20,70 m                                                  |
| Spannweite über alles      | 18,06 m                                                  |
| Spannweite Tragfläche      | 17,14 m                                                  |
| Höhe                       | 8,53 m                                                   |
| Flügelfläche               | 57 m²                                                    |
| Flügelstreckung            | 5,2                                                      |
| Spannweite Höhenleitwerk   | 8,0 m                                                    |
| Fläche Höhenleitwerk       | 16,4 m²                                                  |
| Spannweite Seitenleitwerk  | 4,4 m                                                    |
| Fläche Seitenleitwerk      | 15,4 m²                                                  |
| Rumpf Länge                | 19,5 m                                                   |
| Rumpf Breite               | 3,10 m                                                   |
| Rumpf Höhe (hinten)        | 3,25 m                                                   |
| Laderaum Länge o. Rampe    | 9,2 m                                                    |
| Laderaumbreite am Fußboden | 2,12 m                                                   |
| Laderaumhöhe               | 2,2 m                                                    |
| Ladefläche o. Rampe        | 19,5 m²                                                  |
| Ladevolumen o. Rampe       | 50,0 m³                                                  |
| Beladung                   | 5 t Nutzlast, z. B. 36 vollausgerüstete Soldaten         |
| Leermasse                  | 13.868 kg                                                |
| max. Startmasse            | 24.500 kg (V/STOL 21.000 kg)                             |
| max. Landemasse            | 21.800 kg (V/STOL 21.000 kg)                             |
| Höchstgeschwindigkeit      | 750 km/h                                                 |
| Gipfelhöhe                 | 10.700 m                                                 |
| Reichweite                 | 1800 km                                                  |
| Marschtriebwerke           | zwei Bristol Siddeley Pegasus 5–2 mit je 69 kN (7035 kp) |
| Hubtriebwerke              | acht Rolls-Royce RB.162-4D mit je 19,6 kN (2000 kp)      |

## Erhaltene Exemplare
Die Do 31 E-3 befindet sich in der Flugwerft Schleißheim; die Do 31 E-1 im Dornier-Museum in Friedrichshafen.

## Trivia

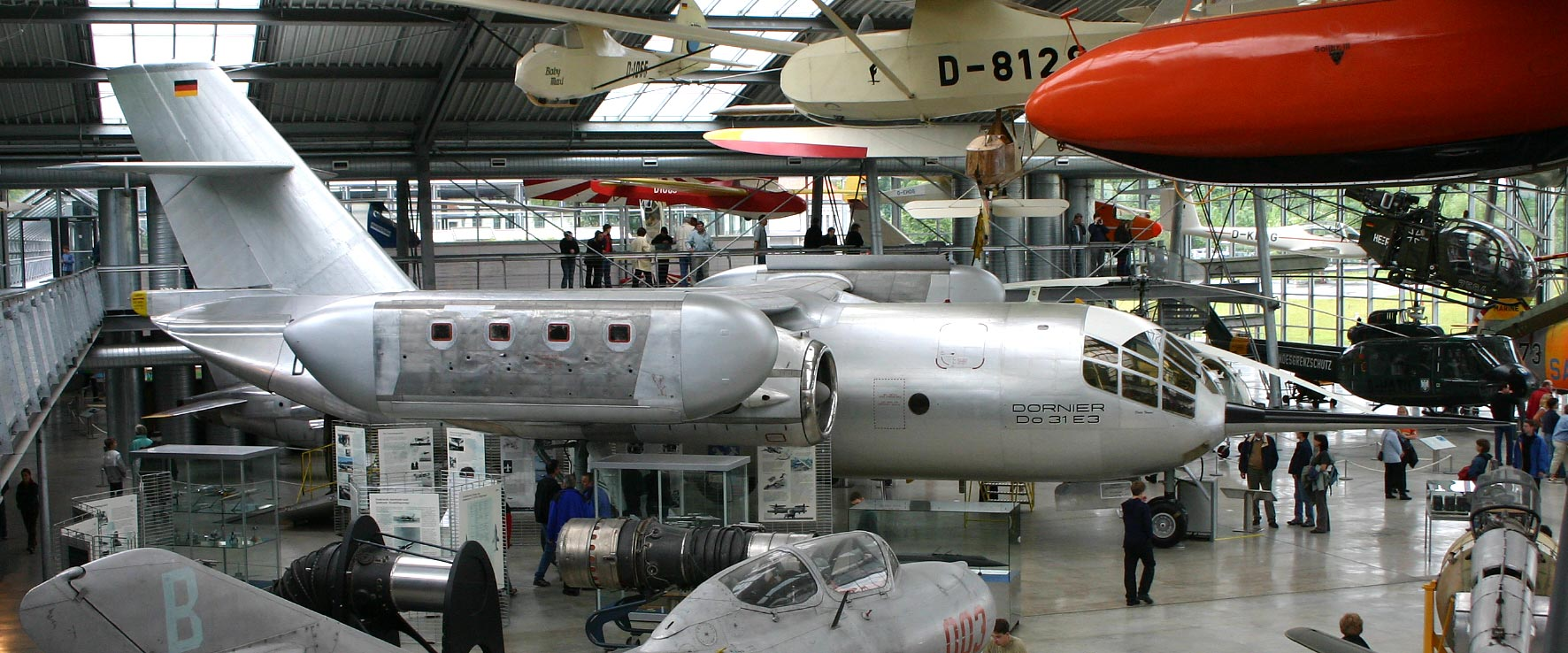
Do 31 E-3 in der Flugwerft Schleißheim

Als die Dornier Do 24 ATT entwickelt wurde, wurden dringend Fahrwerkbetätigungszylinder benötigt – sie wurden kosten- und zeitsparend aus der im Deutschen Museum stehenden Do 31 E-3 entnommen. So fliegen zumindest diese beiden Teile der Do 31 heute noch im wahrsten Sinne des Wortes um die Welt.
Um die mathematischen Probleme des sehr komplexen VSTOL-Entwurfs lösen zu können, entwickelte Dornier eigene Hybridrechner wie den Dornier DO-960.
In der alternativen Realität der Fernsehserie „The Man in the High Castle“ wird ein der Do 31 nachempfundenes Transportflugzeug eingesetzt.